# Sartana, Mariupol
Sartana (în ucraineană Сартана, rusă Сартана, redenumită ca Primorskoe între 1938 și 1990 printr-un decret sovietic regional) este o așezare urbană pe malul râului Kalmius din regiunea Donețk, Ucraina. Administrativ aparține de raionul Kalmius din orașul Mariupol. A fost fondat în 1780 de grecii care au fost mutați de guvernul rus din satul Oleksievka, Crimeea.

## Prezentare generală
Numele satului provine din dialectul "urum" și are sensul de "vițel galben" ("sary" - galben, "tana" - vițel).
Zona administrativă a orașului Sartan este de 7,86 km².

## Populație
Conform recensământului din 1897 din Sartana, 98,7% (4773 din 4834 de persoane) erau de religie ortodoxă.
În 2001, populația avea ca limbă maternă:
- Limba rusă  - 10 026 de persoane. (91,56%)
- Limba greacă  - 483 de persoane (4,41%)
- Limba ucraineană  - 396 de persoane. (3,62%)
- Limba romani  - 12 persoane. (0,11%)
- Limba belarusă  - 7 persoane. (0,06%)
- Limba armeană  - 3 persoane. (0,03%)
- Limba română  - 1 persoană. (0,01%)
- Limba bulgară  - 1 persoană. (0,01%)